# Rita Cléos
Rita Schadrack (Blumenau, 29 de setembro de 1931 — Curitiba, 25 de abril de 1988), mais conhecida como Rita Cléos, e às vezes creditada como Rita Cleós ou Rita Cleoci,  foi uma atriz e dubladora brasileira.

## Biografia
Filha de Ernesto e Elsa Schadrack (Oste), em 1935 emigrou com a família para a Alemanha, onde passou sua infância, tendo em 1946 retornado para sua cidade natal.
Começou a carreira artística na década de 1950, no cinema, tendo feito os filmes: Esquina da Ilusão (1953), A Família Lero-Lero (1953), É Proibido Beijar (1954), Macumba na Alta (1958). Posteriormente, também atuou em Diário de uma Prostituta (1979) e A Noite das Depravadas (1981).
Atuou na televisão, estreando na TV Tupi em 1962. Participou de várias novelas de sucesso, como O Cara Suja (1965), onde protagonizava ao lado de Sérgio Cardoso. Em 1966, se transfere para a TV Excelsior, participando da recordista Redenção (1966-1968). Rita permanece na TV Excelsior até a falência do canal, em 1970, quando atua na última novela produzida, Mais Forte que o Ódio. Terminada a novela, a emissora vai à falência, e curiosamente Rita nunca mais atuou em novelas, apenas participou da pequena produção Maria Stuart, muitos anos depois, na TV Cultura.
Além de trabalhar no cinema e na TV, Rita Cléos ainda foi dubladora durante muitos anos, e atuou também no teatro, participando de peças como Constantina, em 1977.
Trabalhou ao lado de grandes nomes como Nathália Thimberg, Fernanda Montenegro, Francisco Cuoco, Lima Duarte, entre outros.
Faleceu em seu apartamento na cidade de Curitiba, em 25 de Abril de 1988, vítima de  um ataque cardíaco. A atriz estava sozinha em casa, e seu corpo só foi encontrado no dia 21 de maio de 1988 (data erronameante atribuída a sua morte)

## Filmografia

### Televisão
| Ano  | Título                                    | Personagem      |
| ---- | ----------------------------------------- | --------------- |
| 1962 | A Intrusa                                 | —               |
| 1962 | Prelúdio                                  | Maria Wodzinska |
| 1963 | Klauss, o Loiro                           | —               |
| 1963 | Moulin Rouge - A Vida de Toulouse-Lautrec | Marie           |
| 1964 | A Gata                                    | Mercedes        |
| 1964 | Quem Casa com Maria?                      | Maria de Lurdes |
| 1965 | Teresa                                    | Genoveva        |
| 1965 | O Cara Suja                               | Yara            |
| 1965 | O Pecado de Cada Um                       | Lucrécia        |
| 1966 | Redenção                                  | Diana           |
| 1968 | Legião dos Esquecidos                     | —               |
| 1969 | Sangue do Meu Sangue                      | Susana          |
| 1969 | Dez Vidas                                 | Maria I         |
| 1970 | Mais Forte que o Ódio                     | Lygia           |
| 1982 | Maria Stuart                              | —               |

### Cinema
| Ano  | Título                 | Personagem    |
| ---- | ---------------------- | ------------- |
| 1953 | A Família Lero-Lero    | —             |
| 1953 | Esquina da Ilusão      | —             |
| 1954 | É Proibido Beijar      | —             |
| 1959 | Macumba na Alta        | Lena          |
| 1981 | A Noite das Depravadas | Dona da boate |

### Dublagem
Rita Cléos trabalhou ativamente como tradutora e dubladora .Trabalhou por vários no estúdio AIC em São Paulo;
- Samantha Stephens (Elizabeth Montgomery) em A Feiticeira, da 2ª voz, da segunda temporada em diante
- Libby na série Cidade Nua;
- Jan no desenho Space Ghost;
- atrizes convidadas em Perdidos no Espaço e Jeannie é um Gênio, entre outras;
- Lasquita no desenho Pica-Pau;
- Yumi e outros convidados na série Spectreman (dublagem da Com-Arte, já nos estúdios da TVS); dentre outros trabalhos.

## Teatro - Principais trabalhos
- Volpone de Ben Jonson
- A Filha de Yorio de Gabriele d'Annunzio
- Nu com Violino, de Noel Coward
- A longa noite de Cristal de Oduvaldo Vianna Filho
- Vestido de Noiva de Nelson Rodrigues
- Réquiem para uma Negra William Faulkner
- Hamlet, de William Shakespeare
- Antígona, de Sófocles
- Constantina, de Somerset Maugham
- O Minuto Mágico de Miguel M. Abrahão